# Sergius Octavius Laenas Pontianus
Sergius Octavius Laenas Pontianus war ein im 2. Jahrhundert n. Chr. lebender Angehöriger des römischen Senatorenstandes.
Durch zwei Militärdiplome, von denen eines auf den 17. Januar 131 datiert ist sowie durch Inschriften ist belegt, dass Pontianus 131 zusammen mit Marcus Antonius Rufinus ordentlicher Konsul war. Er war ein Enkel der Rubellia Bassa, die er durch eine Inschrift ehren ließ.